# Muddy Bay Pond
Muddy Bay Pond is een meer van 12,7 km² in de Canadese provincie Newfoundland en Labrador. Het meer bevindt zich in het uiterste oosten van de regio Labrador en is de bron van Muddy Bay Brook.

## Geografie

### Uitzicht
Muddy Bay Pond is een bijzonder langwerpig meer. Het heeft langs zijn oost-westas immers een lengte van 17 km terwijl het vrijwel nergens een kilometer breed is. De eerste 9 km loopt het meer van het zuidwesten naar het noordoosten, waarna het voor de overige 8 km enigszins afbuigt naar het oostzuidoosten. Bij de centrale knik in het meer bereikt Muddy Bay Pond even een breedte van 3 km; voorts is enkel het oostelijke uiteinde meer dan een kilometer breed (namelijk 1,8 km).
Aan het noordelijkste punt mondt het riviertje Fridays Brook in het meer uit. Zelf is Muddy Bay Pond de bron van Muddy Bay Brook, een rivier die ook bekendstaat als Dykes River. Die rivier mondt uit in Sandwich Bay, net ten zuiden van Muddy Bay.

### Ligging en bereikbaarheid
Zowel in westelijke als in noordoostelijke richting ligt het meer minder dan 10 km van de zee verwijderd. Sandwich Bay ligt 9 km naar het westen toe, terwijl Table Bay 8 km naar het noordoosten toe ligt. De dichtstbij gelegen bewoonde plaats is de gemeente Cartwright die ruim 11 km naar het noordwesten toe ligt (op een rijafstand van 18 km).
Muddy Bay Pond is bereikbaar via White Hills Road, een weg die zich ter hoogte van de verlaten nederzetting Muddy Bay afsplitst van provinciale route 516 (een rijafstand van 8 km) en leidt naar de op een na hoogste piek van de White Hills. Deze weg steekt het meer daar waar het slechts 300 meter breed is ook over via een 30 meter lange brug die langs weerszijden verbonden is met een circa 135 meter lange dijk.

## Trekzalmen
Iedere herfst komen grote groepen trekzalmen naar het meer om te paaien.